# درک شیفر
درک الن شیفر (انگلیسی: Dirk Alan Shafer؛ زادهٔ ۷ نوامبر ۱۹۶۲ - درگذشته ۵ مارس ۲۰۱۵) یک مانکن، هنرپیشه، فیلم‌نامه‌نویس، و کارگردان اهل ایالات متحده آمریکا بود.

## گزیده فیلمشناسی
از فیلم‌ها یا برنامه‌های تلویزیونی که وی در آن نقش داشته‌است می‌توان به آثار زیر اشاره کرد.
- ویل و گریس